# (16919) 1998 FF35
A (16919) 1998 FF35 a Naprendszer kisbolygóövében található aszteroida. A LINEAR projekt keretében fedezték fel 1998. március 20-án.